# Championnat de Belgique de football de deuxième division 1961-1962
Navigation
saison précédente saison suivante
Le Championnat de Belgique de football de Division 2 1961-1962 est la 45e édition du championnat de deuxième niveau national en Belgique. Il oppose 16 équipes, qui s'affrontent deux fois chacune en matches aller-retour. Au terme de la saison, le champion et son dauphin sont promus en Division 1 pour la prochaine saison. Les deux derniers classés sont relégués en Division 3.
Cette compétition est remportée par deux habitués, Berchem est sacré devant Beringen. Ces deux clubs qui avaient été relégués de l'élite ensemble, deux ans auparavant. Les descencants de D1, Eisden et Verviers, ne jouent pas de rôle en vue. 
Les nouveaux arrivants de D3 tirent bien leur épingle du jeu. Herentals décrochent une belle 4e place alors que l'AS Ostende finit au milieu du classement. Le RC Tournai et St-Niklaas/Waas sont renvoyés à l'étage inférieur.

## Adaptation du règlement
La fédération belge de football adapte ses règlements. À partir de cette saison « 61-62 », les égalités de points sont départagées en donnant la prédominance au plus grand nombre de victoires (précédemment plus petit nombre de défaites).
La différence de but a remplacé le goal average depuis longtemps mais elle reste anecdotique et ne sert qu'au classement « de fait ». Elle n'est pas prise en compte si la place est montante ou descendante. Un test-match est organisé en cas d'égalité de points et de victoires. Si plus de deux équipes sont concernées un mini-tournoi est organisé.

## Clubs participants
Seize clubs prennent part à cette édition, soit le même nombre que lors de la compétition précédente.
Les matricules renseignés en gras existent encore lors de la saison « 2012-2013 ».
| #  | Nom                                       | Mat. | Ville      | Stades         | En D2 depuis  | Total en D2 | Saison précéd.     |
| -- | ----------------------------------------- | ---- | ---------- | -------------- | ------------- | ----------- | ------------------ |
| 1  | Royal Club Sportif Verviétois             | 8    | Verviers   | du Panorama    | 1961-62 (1re) | 22 s        | Div. 1 15e         |
| 2  | Patro Eisden                              | 3434 | Eisden     | Castagnelaan   | 1961-62 (1re) | 5 s         | Div. 1 16e         |
| 3  | Koninklijke Kortrijk Sports               | 19   | Courtrai   | Guldensporen   | 1943-44 (18e) | 27 s        | 13e                |
| 4  | Royal Tilleur Football Club               | 21   | Tilleur    | Buraufosse     | 1959-60 (3e)  | 27 s        | 10e                |
| 5  | Royal Charleroi Sporting Club             | 22   | Charleroi  | du Mambourg    | 1957-58 (5e)  | 16 s        | 6e                 |
| 6  | Koninklijke Football Club Malinois        | 25   | Malines    | A. de Kazerne  | 1956-57 (5e)  | 16 s        | 4e                 |
| 7  | Royal Berchem Sport                       | 28   | Berchem    | Het Rooi       | 1960-61 (2e)  | 12 s        | 9e                 |
| 8  | Royal Racing Club Tournaisien             | 36   | Tournai    | Drève de Maire | 1959-60 (3e)  | 13 s        | 12e                |
| 9  | Royal White Star Athletic Club            | 47   | Wol.-St-L. | rue Kelle      | 1947-48 (14e) | 25 s        | 14e                |
| 10 | Royal Football Club Turnhout              | 148  | Turnhout   | Villapark      | 1960-61 (2e)  | 24 s        | 8e                 |
| 11 | Union Royale Namur                        | 156  | Namur      | Champs-Élysées | 1960-61 (2e)  | 7 s         | 5e                 |
| 12 | Koninklijke Sint-Niklaasse Sportkring     | 221  | St-Nicolas | Puyenbeke      | 1947-48 (15e) | 17 s        | 7e                 |
| 13 | Koninklijke Beringen Football Club        | 522  | Beringen   | Mijnstadion    | 1960-61 (2e)  | 11 s        | 3e                 |
| 14 | Kon. OLSE Merksem Sportclub               | 544  | Merksem    | Gemeentelijk   | 1959-60 (3e)  | 3 s         | 11e                |
| 15 | Athletische sportvereniging Oostende K.M. | 53   | Ostende    | Albert Park    | 1961-62 (1)   | 26 s        | 1er Div. 3 Série A |
| 16 | Koninklijke Football Club Herentals       | 97   | Herentals  | St-Janneke     | 1961-62 (1re) | 12 s        | 1er Div. 3 Série B |

- Merksem, OLSE = Oude-Leerlingen St-Eduardus, anciens élèves de (école) Saint-Édouard

### Localisation
| \| Berchem Sp. OLSE Merksem Turnhout FC Malinois Courtrai St-Nicolas White Star Charleroi Beringen UR Namur Tilleur RC Tournai Verviers Eisden Ostende Herentals \| Localisation des clubs engagés en Division 2 1961-1962 |
| Berchem Sp. OLSE Merksem Turnhout FC Malinois Courtrai St-Nicolas White Star Charleroi Beringen UR Namur Tilleur RC Tournai Verviers Eisden Ostende Herentals                                                              |

## Championnat
- Le nom des clubs est celui employé à l'époque
- À partir de cette saison, en cas d'égalité de points, la prédominance est donnée « au plus grand nombre de victoires ».

Légende
- Champion et promu en Division 1 la saison suivante
- Promu en Division 1 la saison suivante
- clubs relégués en Division 3 la saison suivante

Abréviations
 : Relégué de Division 1
 : Promu de Division 3

### Classement final
| Rang | Équipe               | Pts | J  | G  | N  | P  | Bp | Bc | Diff |
| ---- | -------------------- | --- | -- | -- | -- | -- | -- | -- | ---- |
| 1    | R. BERCHEM SPORT     | 43  | 30 | 17 | 9  | 4  | 53 | 27 | +26  |
| 2    | K. Beeringen FC      | 42  | 30 | 18 | 6  | 6  | 59 | 31 | +28  |
| 3    | K. FC Malinois       | 38  | 30 | 16 | 6  | 8  | 66 | 38 | +28  |
| 4    | K. FC Herentals      | 35  | 30 | 15 | 5  | 10 | 52 | 37 | +15  |
| 5    | R. Tilleur FC        | 33  | 30 | 15 | 3  | 12 | 58 | 61 | -3   |
| 6    | R. Charleroi SC      | 33  | 30 | 13 | 7  | 10 | 45 | 40 | +5   |
| 7    | K. FC Turnhout       | 32  | 30 | 13 | 6  | 11 | 58 | 38 | +20  |
| 8    | R. White Star AC     | 31  | 30 | 14 | 3  | 13 | 50 | 50 | 0    |
| 9    | Patro Eisden         | 29  | 30 | 11 | 7  | 12 | 42 | 43 | -1   |
| 10   | AS Oostende KM       | 28  | 30 | 11 | 6  | 13 | 45 | 43 | +2   |
| 11   | R. CS Verviétois     | 26  | 30 | 10 | 6  | 14 | 32 | 51 | -19  |
| 12   | UR Namur             | 26  | 30 | 9  | 8  | 13 | 40 | 47 | -7   |
| 13   | K. Kortrijk Sport    | 25  | 30 | 8  | 9  | 13 | 38 | 56 | -18  |
| 14   | K. OLSE Merksem SC   | 24  | 30 | 9  | 6  | 15 | 48 | 64 | -16  |
| 15   | K. Sint-Niklaasse SK | 19  | 30 | 4  | 11 | 15 | 27 | 52 | -25  |
| 16   | R. RC Tournai        | 16  | 30 | 4  | 8  | 18 | 27 | 62 | -35  |

### Leader du classement journée par journée
La « ligne du temps » ci-dessous renseigne le premier du classement « à la fin des journées effectives » et « ce chronologiquement par rapport au plus grand nombre de parties jouées ». Concrètement cela signifie l'équipe totalisant le plus de points quant au moins une formation a disputé le nombre de journées en question, que ce leader ait ou pas joué ce nombre de matches. Cela essentiellement en cas de remises partielles ou de rencontres décalées.
- En cas d'égalité de points et de victoires, le leader donné est l'équipe ayant la meilleure différence de buts, même si pour rappel ce critère n'est pas pris en compte pour départager les formations en cas de montée ou descente.

#### Résultats des rencontres
| Résultats (▼dom., ►ext.)                                   | BSP | BER | CHA | HER | KOR | MAL | MER | NAM | OST | PAT | STN | TIL | RCT | TUR | VER | WST |
| K. Berchem Sport                                           |     | 4-1 | 3-0 | 2-0 | 0-0 | 1-1 | 1-2 | 1-1 | 3-1 | 3-1 | 1-1 | 0-1 | 3-0 | 2-0 | 3-0 | 2-1 |
| K. Beringen FC                                             | 0-0 |     | 3-3 | 2-1 | 1-0 | 4-1 | 0-1 | 4-2 | 1-3 | 3-0 | 4-0 | 5-1 | 2-0 | 2-1 | 4-0 | 4-1 |
| R. Charleroi SC                                            | 1-2 | 1-1 |     | 1-0 | 4-0 | 1-0 | 1-1 | 2-0 | 2-1 | 1-0 | 2-0 | 0-1 | 3-1 | 1-0 | 3-4 | 3-2 |
| K. FC Herentals                                            | 0-0 | 0-1 | 0-0 |     | 2-1 | 2-0 | 2-1 | 2-0 | 2-2 | 1-1 | 2-1 | 6-0 | 4-0 | 1-0 | 1-2 | 4-1 |
| K. Kortrijk Sport                                          | 3-1 | 2-1 | 1-3 | 3-4 |     | 2-3 | 3-2 | 3-3 | 1-0 | 1-2 | 2-0 | 2-1 | 3-0 | 0-2 | 3-0 | 2-2 |
| R. FC Malinois                                             | 0-1 | 1-0 | 3-1 | 3-0 | 7-0 |     | 5-1 | 3-2 | 2-2 | 0-0 | 1-0 | 3-1 | 7-0 | 2-4 | 5-2 | 2-1 |
| K. OLSE Merksem SC                                         | 1-2 | 2-6 | 1-2 | 0-2 | 0-0 | 1-2 |     | 1-2 | 1-0 | 2-1 | 1-1 | 2-3 | 2-2 | 4-2 | 4-0 | 0-3 |
| UR Namur                                                   | 0-2 | 0-1 | 3-1 | 1-0 | 1-1 | 1-1 | 2-2 |     | 3-0 | 4-0 | 3-3 | 1-1 | 4-1 | 1-0 | 1-0 | 0-1 |
| AS Oostende KM                                             | 0-1 | 1-2 | 2-2 | 3-1 | 3-1 | 1-1 | 4-0 | 4-0 |     | 3-1 | 3-2 | 4-1 | 0-1 | 1-1 | 0-2 | 2-0 |
| Patro Eisden                                               | 1-2 | 0-1 | 1-0 | 1-3 | 2-0 | 4-2 | 5-2 | 1-1 | 2-0 |     | 2-1 | 4-0 | 1-1 | 1-0 | 1-1 | 4-1 |
| K. St-Niklaasse SK                                         | 1-4 | 0-0 | 0-0 | 1-2 | 1-1 | 0-1 | 0-2 | 1-0 | 0-1 | 2-1 |     | 2-4 | 3-2 | 0-0 | 4-1 | 0-0 |
| R. Tilleur FC                                              | 3-0 | 2-3 | 3-2 | 4-0 | 4-1 | 2-1 | 4-4 | 2-1 | 2-1 | 4-2 | 1-1 |     | 4-0 | 1-2 | 2-1 | 0-3 |
| R. RC Tournaisien                                          | 2-2 | 0-1 | 1-1 | 1-1 | 1-1 | 1-1 | 1-3 | 1-2 | 0-1 | 1-2 | 0-0 | 2-0 |     | 4-1 | 0-1 | 3-1 |
| K. FC Turnhout                                             | 3-3 | 1-1 | 2-3 | 3-2 | 0-0 | 1-5 | 4-0 | 4-1 | 4-0 | 1-1 | 6-1 | 4-0 | 4-0 |     | 1-0 | 4-0 |
| R. CS Verviétois                                           | 1-1 | 2-0 | 3-1 | 1-2 | 1-1 | 0-3 | 0-3 | 2-0 | 0-0 | 0-0 | 1-1 | 3-2 | 2-1 | 1-0 |     | 1-3 |
| R. White Star AC                                           | 1-3 | 1-1 | 1-0 | 1-5 | 5-0 | 1-0 | 4-2 | 2-0 | 4-2 | 2-0 | 4-0 | 1-3 | 2-0 | 0-3 | 1-0 |     |
| - Victoire à domicile - Match nul - Victoire à l'extérieur |     |     |     |     |     |     |     |     |     |     |     |     |     |     |     |     |

### Résumé
Le FC Turnhout prend le meilleur départ avec quatre victoires de rang. Mais lors de la 5e journée, une défaite à Beringen (2-1) replace les Campinois sur la même ligne que les Limbourgeois. Ces deux formations sont en compagnie de Tilleur, qui comparativement à la saison précédente ne chaloupe pas son entame de compétition. Ostende et le Patro Eisden sont un point derrière le trio de tête. Quatre clubs n'ont pas encore gagné. Si le RC Tournai est en milieu de tableau, avec quatre partages en cinq sorties, Herentals (3), St-Nicolas/Waas (2) et Merksem (1) sont nettement moins bien lotis tout comme le White Star, lequel ne compte que 2 points, mais un succès (4-0 contre St-Nicolas).
Ce championnat se dessine assez clairement « à deux vitesses ». Jusqu'au premier tiers, trois formations (Turnhout, Beringen et Berchem) mènent le bal devant un autre trio (Ostende, Charleroi, Namur). Au soir de la 10e journée, les « Rouges et Noirs de Beringen » s'isolent aux commandes avec 16 points soit deux de mieux que Turnhout et Berchem respectivement battus à Namur et contre Merksem. St-Nicolas (6), le White Star (5, 2v) et Le RC Tournai (5) ferment la marche. Les « Rats » n'ont pas encore obtenu de victoire.
Alors que FC Turnhout doit lâcher un peu de lest, le duo Beringen-Berchem Sport s'installe en tête et se montre intransigeant jusqu'à la mi-parcours. L'AS Oostende s'accroche bien mais doit s'incliner à domicile (1-2) lors de la venue du leader à la 15e journée. Le Sporting de Charleroi reste proche du podium, par contre Tilleur et surtout Namur régresse dans le classement. Longtemps derniers, le White Star termine le premier tour par un 6 sur 6 (victoire à 2 points) et grimpe à 11 points et 5 victoires. Cela lui permet de laisser quatre clubs derrière: Kortijk Sport (11, 3v), St-Nicolas (9), Merksem (8) et surtout le RC Tournai 6 points en autant de partages.
| Classement « à mi-parcours » |               |    |    |    |   |    |              |    |    |   |   |     |               |     |    |   |   |     |                 |    |    |   |
| P                            | Clubs         | J  | P  | V  |   | P  | Clubs        | J  | P  | V |   | P   | Clubs         | J   | P  | V |   | P   | Clubs           | J  | P  | V |
| 1.                           | Beringen FC   | 13 | 24 | 12 | X | 5. | AS Oostende  | 15 | 19 | 8 | X | 9.  | FC Malinois   | 15  | 16 | 6 | X | 13. | Kortrijk Sport  | 15 | 11 | 3 |
| 2.                           | Berchem Sport | 15 | 23 | 11 | X | 6. | Tilleur FC   | 15 | 17 | 8 | X | 9.  | UR Namur      | 15  | 14 | 6 | X | 14. | St-Niklaasse SK | 15 | 9  | 2 |
| 3.                           | FC Turnhout   | 15 | 20 | 10 | X | 7. | FC Herentals | 15 | 16 | 6 | X | 11. | CS Verviétois | 15  | 13 | 5 | X | 15. | OLSE Merksem    | 15 | 8  | 2 |
| 4.                           | Charleroi SC  | 13 | 20 | 8  | X | 8. | Patro Eisden | 15 | 15 | 6 | X | 12. | White Star AC | 158 | 11 | 5 | X | 16. | RC Tournai      | 15 | 6  | 0 |

À partir du mois de janvier 1962, plusieurs remises perturbent le déroulement du championnat. Il faut attendre le mois de mars afin d'avoir un classement dans lequel, à l'exception de Verviers et Berchem, toutes les équipes ont joué le même nombre de rencontres. La situation ne redevient en parfait équilibre qu'à la veille des deux dernières journées.Fin janvier, Beringen conserve deux longueurs d'avance sur Berchem mais avec une rencontre jouée en plus. Les équipes en forme sont pourtant le Club Malinois qui effectue une remontée vers la 3e place ex aequo avec Turnhout, à 8 points du leader limbourgeois. La belle série des « Sang & Or » est stoppée (1-0) par un tonitruant White Star qui aligne 7 victoires depuis le 3 décembre. Son dernier revers date de la fin novembre 2-1 au... FC Malinois. Les « Étoilés » pointent au 7e rang. La situation se complique pour le RC Tournai (8) qui reste englué à la dernière place malgré une toute première victoire (contre Turnhout). St-Nicolas (12) et Merksem (10) précèdent directement les « Rats ».
À la fin février, Beringen totalise le plus de points (35), mais à jouer deux rencontres de plus que Berchem (34). Les « Mineurs » se sont fait d'abord accrocher à domicile par Charleroi (3-3) puis surprendre par le mal-classé Merksem (0-1). En bas de tableau, la lutte pour le maintien se résume à trois clubs devancés par Courtrai qui compte 17 unités. Il s'agit d'OLSE Merksem (14) placé juste devant St-Nicolas/Waas et le RC Tournai (12). La première quinzaine de mars est consacrée à des rencontres d'alignements. Berchem loupe une première possibilité de prendre la tête en étant battu à domicile par Tilleur (0-1). Merksem engrange 3 précieux points sur 4 en partageant à Namur (2-2) puis en battant Turnhout (4-2).
À la fin mars, Berchem semble ne pas vouloir passer ! Les Anversois concèdent deux partages (contre Turnhout et à Tilleur), laissant Beringen, vainqueur de Namur (4-2) conserver un point d'avance. À l'autre extrémité de la grille, Merksem a fait le trou et laisse St-Nicolas et Tournai en virtuels relégués.
Une première passation de pouvoir a lieu au soir du 8 avril. Berchem Sport (victorieux 1-2) à Charleroi prend un point d'avance sur Beringen dont le match (à Tilleur) a été reporté. Les deux premiers campent respectivement à 39 et 38 points. Malines est sur la troisième matche du podium avec 33 unités alors que les « Zèbres carolos » sont à 32 et ont laissé filer leurs dernières illusions en s'inclinant contre les Anversois. St-Nicolas bat le RC Tournai (3-2). Un résultat qui devient anecdotique car les deux formations sont mathématiquement reléguées en « D3 ». OLSE Merksem a battu le Patro Eisden (2-1). Cela place les « Rats tournaisiens » à 8 points. Si les Waeslandiens ne sont retardés que de 6 unités, ils sont une victoire trop courts pour forcer un test-match.
Le 15 avril 1962, Beringen ne fait pas dans le détail contre Verviers (4-0) et reprend la tête car Berchem est tenu en échec (0-0) par Kortrijk Sport. Le FC Malinois dispose de Charleroi (3-1) et conforte sa 3e place, mais la montée est déjà assurée pour les deux premiers. Le samedi suivant, Beringen va gagner son match de retard à Tilleur (2-3). Les Mineurs ont deux points et deux victoires d'avance sur Berchem Sport à deux journées de la fin.
L'avant-dernier rendez-vous du championnat propose le choc au sommet au Rooi. Berchem prolonge le suspense en s'imposant nettement (4-1). Les deux meneurs sont à égalité de points (42), mais Beringen reste devant avec une victoire de mieux. Le titre se joue lors de la toute dernière journée. Un retournement de situation se produit. Beringen est surpris à domicile par Ostende et laisse filer le titre à Berchem qui n'a pourtant pas fait mieux qu'un partage au RC Tournai la lanterne rouge !

### Meilleur buteur
- Theo Rossen (R. Berchem Sport), 23 buts

## Récapitulatif de la saison
- Champion: R. Berchem Sport (3e titre en D2)
  - 2e promu: K. Beringen FC

- Quinzième titre de D2 pour la Province d'Anvers

| Région flamande (10)            | Région flamande (10) | Province de Brabant (1)      | Province de Brabant (1) | Région wallonne (5)    | Région wallonne (5) |
| ------------------------------- | -------------------- | ---------------------------- | ----------------------- | ---------------------- | ------------------- |
| Province d'Anvers               | 5                    | Région de Bruxelles-Capitale | 1                       | Province de Hainaut    | 2                   |
| Province de Flandre-Occidentale | 2                    | Province du Brabant flamand  | 0                       | Province de Liège      | 2                   |
| Province de Flandre-Orientale   | 1                    | Province du Brabant wallon   | 0                       | Province de Luxembourg | 0                   |
| Province de Limbourg            | 2                    |                              |                         | Province de Namur      | 1                   |

1. ↑  Au niveau footballistique, la province de Brabant est toujours unitaire malgré sa partition territoriale en 1995.

### Admission et relégation
Sacré champion pour la 3e fois au 2e niveau, Berchem Sport remonte en Division 1 dont il était descendu deux ans auparavant en compagnie de Beringen FC qui…reprend l’ascenseur également puisqu’il termine à la deuxième place.
La saison suivante, ces deux formations promus remplacent Alost et Waterschei relégués de l’élite.
Le RC Tournaisien descend en Division 3 en compagnie du SK Saint-Nicolas/Waas qui venait de passer 15 saisons consécutives en D2. Ces deux équipes cèdent leur place au Racing de Malines et au Crossing de Molenbeek qui montent depuis l’étage inférieur.